# Pendé (département)
Pour les articles homonymes, voir Pendé.
Le département de la Pendé est un des 6 départements composant la région du Logone Oriental au Tchad. Son chef-lieu est Doba.

## Subdivisions
Le département de la Pendé est divisé en 3 sous-préfectures :
- Doba
- Kara
- Madana

## Administration
Préfets de la Pendé (depuis 2002)
- 9 octobre 2008 : Anadif Abakar Al-Khalel[1]